# Billesholms kungsgård

Billesholms kungsgård är en borgruin i Södra Vrams socken i Bjuvs kommun.
Ruinen som idag bara består av källaren, ligger i anslutning till nuvarande bostadshus på Kungsgården i Billesholm. 
Vid mitten av 1400-talet fick Stig Olufsen Krognos till Bollerup en gård, Ljungsgård, på platsen. Vid hans död gick den i arv till dottern Ellen, som var gift med Sten Bille Basse. Den kom därmed i släkten Billes ägo i nästan 200 år. 
Från början var Billesholm en borg omgiven av en vallgrav. Den var uppförd på fem holmar i en liten sjö som dämts upp i bäcken. Jens Bille lät runt 1571 uppföra en ny huvudbyggnad med sexkantigt torn.
Vid freden i Köpenhamn 1660 tillföll Billesholm den svenska kronan som ett av Bornholms vederlagsgods. Den revs 1955 och idag återstår bara källaren.